# Bryan Joseph McEntegart
Bryan Joseph McEntegart (* 5. Januar 1893 in New York City; † 30. September 1968 in Fort Greene, Brooklyn) war ein US-amerikanischer Geistlicher und römisch-katholischer Bischof von Brooklyn.
Bryan Joseph McEntegart absolvierte zunächst ein Studium am Manhattan College, einer katholischen Privathochschule in der New Yorker Bronx. Nach seinem Abschluss 1913 trat er in das Saint Joseph’s Seminary in Yonkers ein. Nach seiner theologischen Ausbildung empfing er die 1917 die Priesterweihe. 1918 graduierte er in seinem Masterstudium an der Catholic University of America. Er engagierte sich langjährig in der Wohlfahrtsarbeit und war unter anderem Präsident der Child Welfare League of America sowie der National Conference of Catholic Charities sowie der Catholic Relief Services. Er war langjähriges Direktionsmitglied bei United Service Organizations.
Papst Pius XII. ernannte ihn 1943 zum Bischof von Ogdensburg. Von 1953 bis 1957 war er Rektor der Catholic University of America. 1957 wurde er zum Bischof von Brooklyn ernannt. McEntegart war 1962 bis 1965 Konzilsvater aller vier Sitzungsperioden des Zweiten Vatikanischen Konzils. Papst Paul VI. erteilte ihm 1966 den persönlichen Titel eines Erzbischof. Gesundheitsbedingt gab Papst Paul VI. seinem Rücktrittsgesuch am 15. Juli 1968 statt und ernannte ihn zum Titularerzbischofs von Gabi. Sein Nachfolger als Bischof wurde Francis J. Mugavero.